# آزورا اسکای
آزورا اسکای (انگلیسی: Azura Skye؛ زادهٔ ۸ نوامبر ۱۹۸۱) یک هنرپیشه اهل ایالات متحده آمریکا است. وی از سال ۱۹۸۵ میلادی تاکنون مشغول فعالیت بوده‌است.
او در فیلم‌های زندگی جنسی و شهر و کشور بازی کرده‌است.